# Everett Shinn

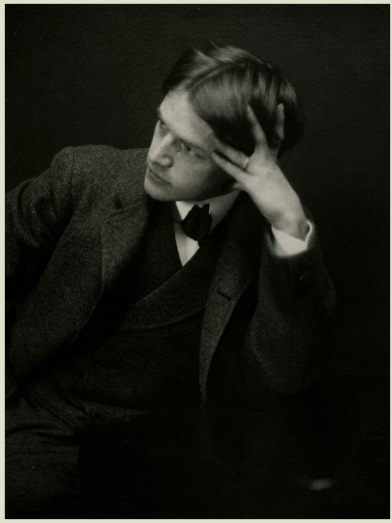
Shinn door Zaida Ben-Yusuf, 1901

Everett Shinn (Woodstown, 6 november 1876 – New York, 1 mei 1953) was een Amerikaans realistisch kunstschilder. Hij was lid van de Ashcan School, koos vooral thema's uit het dagelijks leven van New York en werd met name bekend door de vele schilderijen die hij maakte in het theater.

## Leven en werk

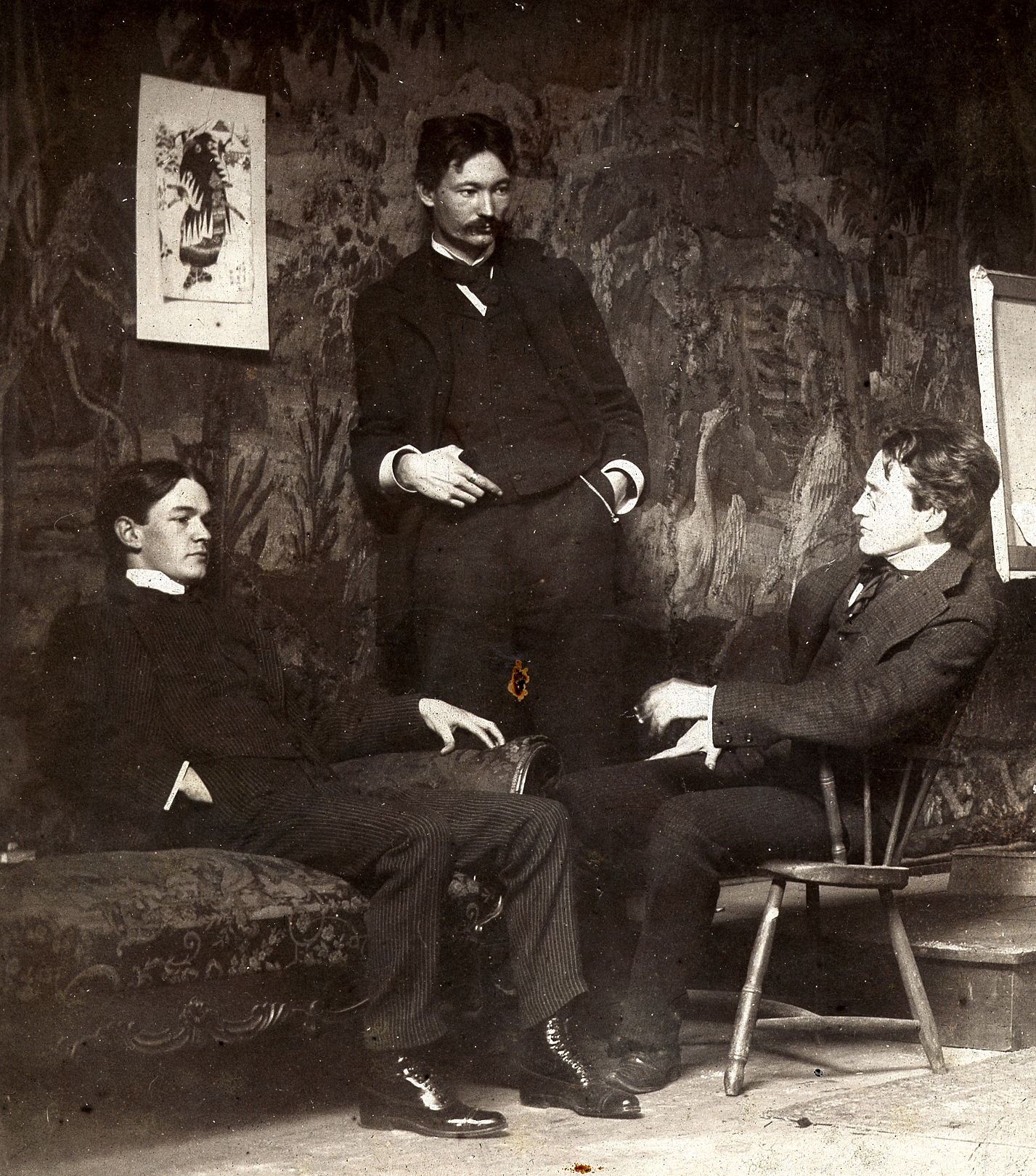
V.l.n.r. Shinn, Henri en Sloan, 1896

Shinn werd geboren in een familie van quakers. Hij volgde van 1888 tot 1890 een opleiding in technisch en architectonisch tekenen aan het Spring Garden Institute in Philadelphia, waar ook John French Sloan studeerde. Vervolgens ging hij werken als ontwerper en daarna, in 1893, als illustrator bij de 'Philadelphia Press'. Samen met John Sloan, Robert Henri en Joseph Laub richtte hij in Philadelphia de 'Charcoal Club' op.
In 1897 verhuisde Sinn naar New York waar hij een baan aanvaardde bij dagblad 'The World'. Een jaar later trouwde hij met Florence (‘Flossie’) Scovel, die ook als illustrator werkte. Samen maakten ze in 1900 een reis naar Europa, waar hij sterk werd beïnvloed door het impressionisme, in het bijzonder door de theaterschilderijen van Edgar Degas. Terug in New York zou hij ook zelf veelvuldig het theater als thema voor zijn werk kiezen, naast schilderijen over het dagelijks leven in de grote stad en 'the American way of life'. Hij werkte in een realistische stijl, vaak ook met houtskool pastelkrijt, en probeerde vaak zijn eigen sociale opvattingen en afkeer van geweld in zijn werk te laten doorklinken. Ook maakte hij diverse muurschilderingen, onder andere voor het Belasco Stuyvesant Theater.
In 1908 was Shinn een van de oprichters van de spraakmakende kunstenaarsvereniging 'The Eight,' waaruit later de Ashcan School voortkwam. De groep rebelleerde tegen de gangbare academische standaarden en koos overwegend voor een experimenteel-realistische stijl, met de grootstad als centraal thema. Ze wilden de werkelijkheid vooral weergeven zoals ze was, onder uiteenlopende omstandigheden. De groep had grote invloed op de latere modernistische kunstenaarsbeweging in de Verenigde Staten.
Shinn hertrouwde in 1913 met Corinne Baldwin en huwde later nog voor een derde keer. Hij zou nog lang in eenzelfde stijl doorgaan met schilderen en overleed in 1953, 76 jaar oud. Zijn werk is onder andere te zien in het Brooklyn Museum en het Metropolitan Museum of Art in New York, The Phillips Collection en het Smithsonian American Art Museum te Washington en het Hunter Museum of American Art in Chattanooga.

## Galerij

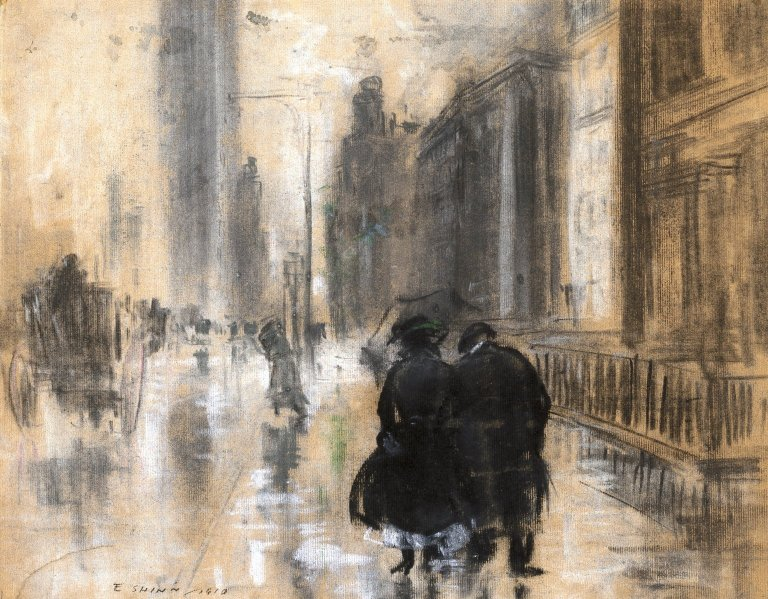
Fifth Avenue
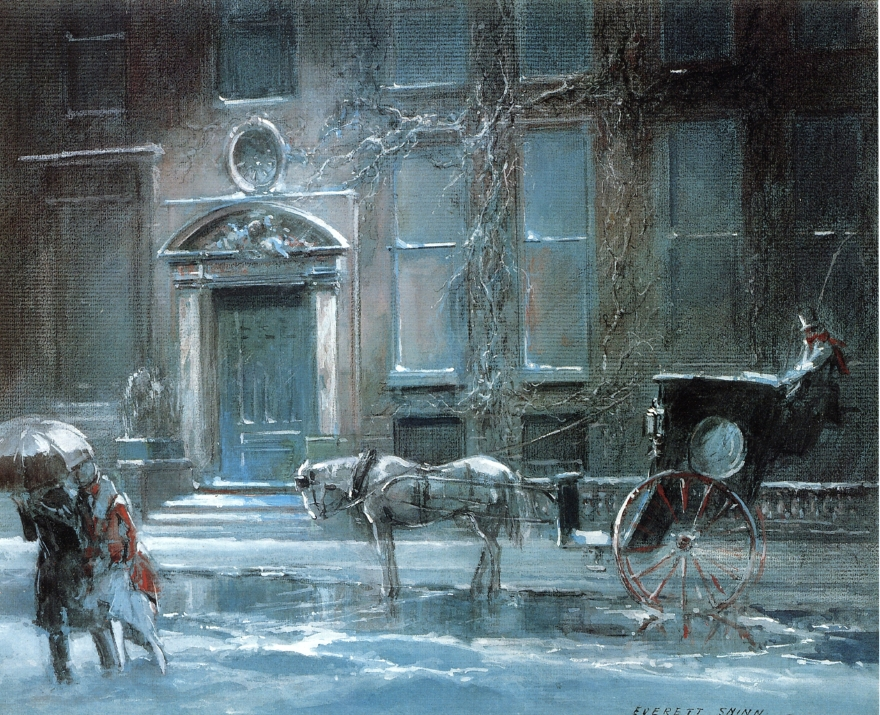
The Canfield Gambling Hous
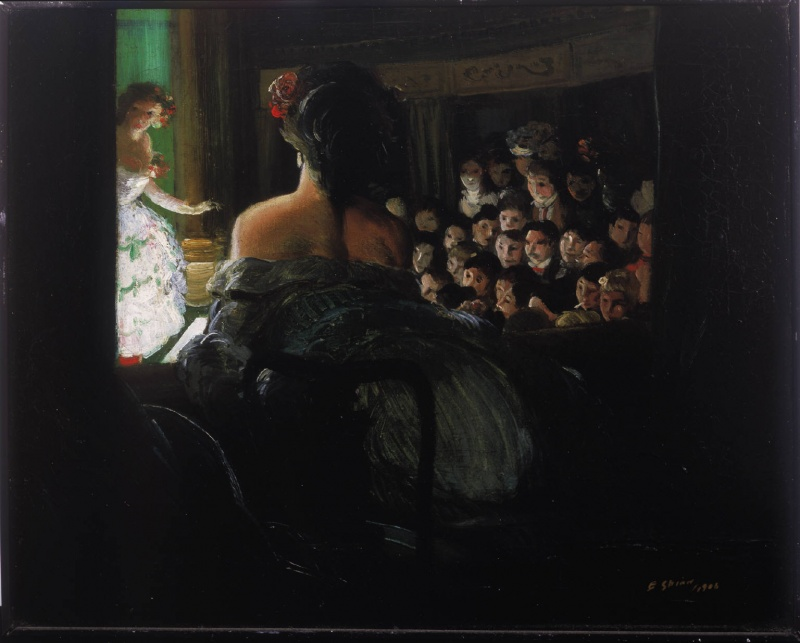
Theatre Box
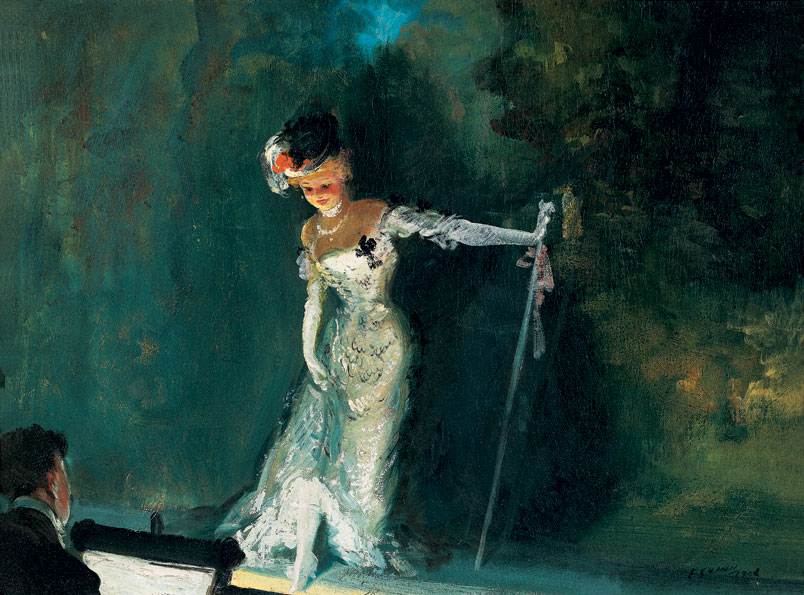
The Revue
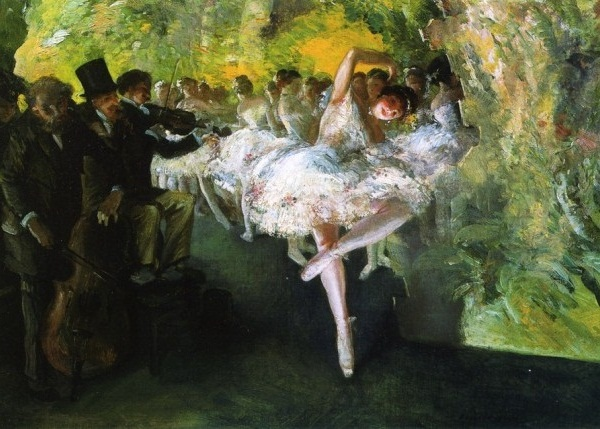
Rehearsal of the Ballet
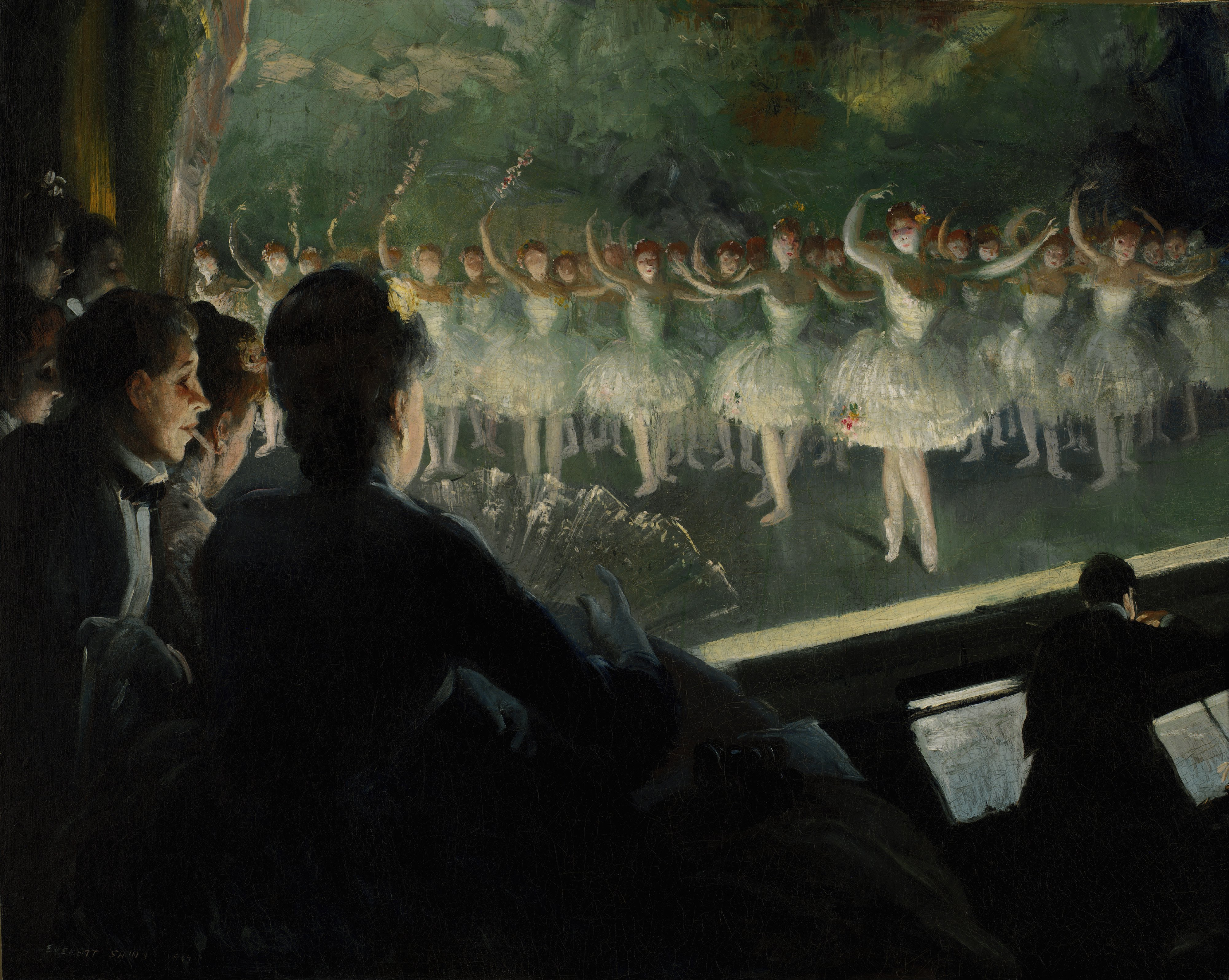
The White Ballet
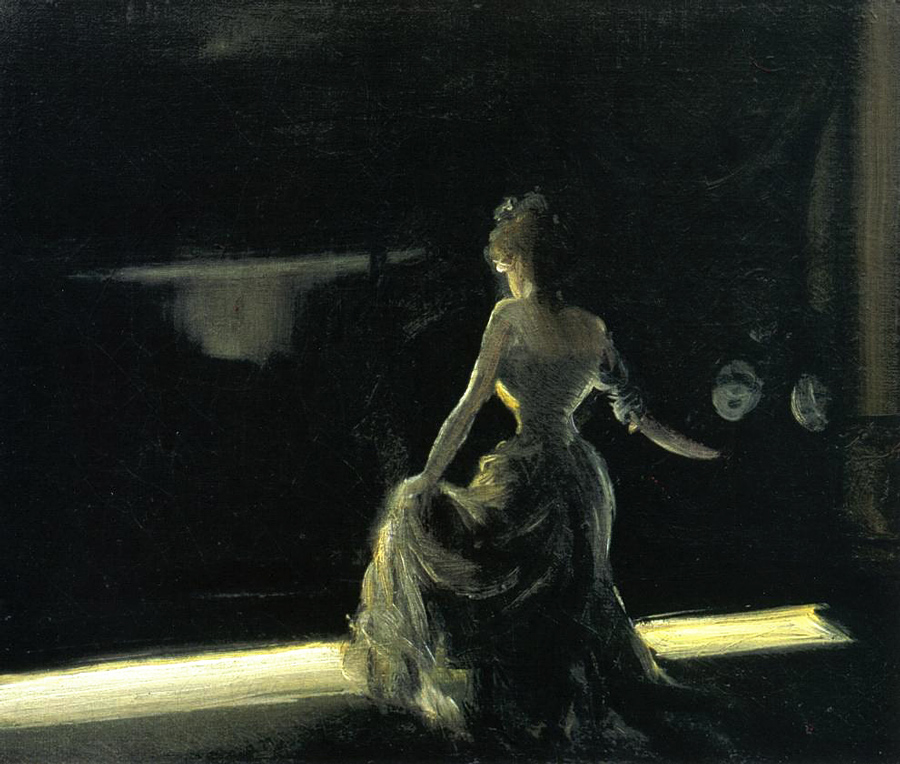
Girl on Stage
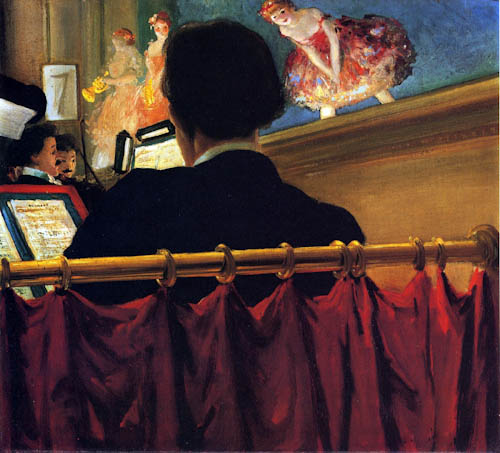
The Orchestra Pit
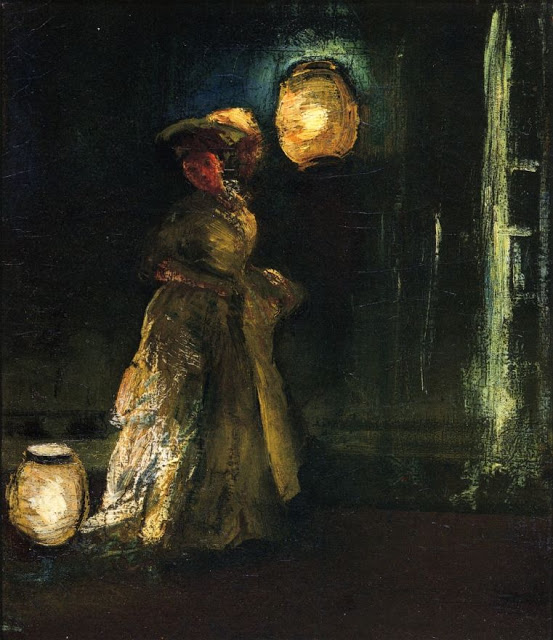
Girl with Japanese Lanterns
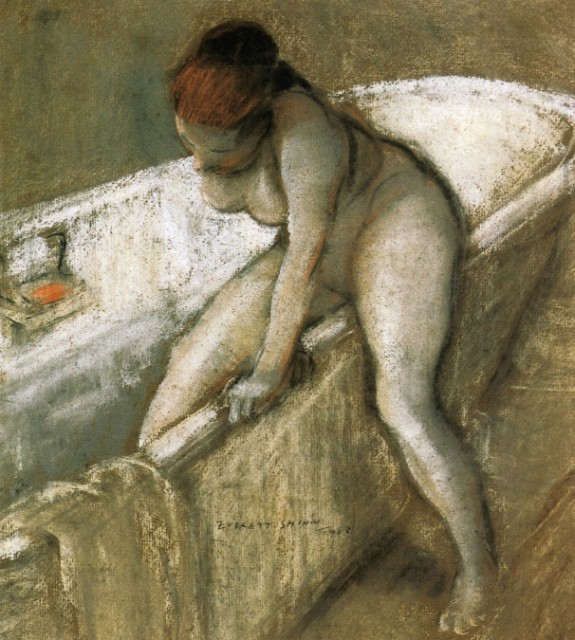
Girl in Bathtub